# Guriasz (Szalimow)
Guriasz, imię świeckie Gieorgij Szalimow (ur. 17 września 1946 w Łuczinkach) – biskup Rosyjskiego Kościoła Prawosławnego.

## Życiorys
Urodził się w rodzinie robotniczej. Od 1947 mieszkał razem z rodziną w mieście Gorki. Ukończył z wyróżnieniem technikum maszynowe, jednak wybrał studia językowe. W 1969 ukończył studia w zakresie nauczania języków angielskiego i francuskiego. Po odbyciu służby wojskowej dokształcał się na Wyższych Kursach Pedagogicznych przy Uniwersytecie Moskiewskim. Od 1976 służył jako hipodiakon w eparchii włodzimierskiej. 24 czerwca 1977 arcybiskup włodzimierski i suzdalski Włodzimierz (Kotlarow) wyświęcił go na diakona, zaś 29 października tego samego roku – na kapłana. Naukę w seminarium duchownym ukończył w latach 1977–1980, w trybie zaocznym. W tym samym czasie służył w soborze Zaśnięcia Matki Bożej we Włodzimierzu, zaś od stycznia 1979 był dodatkowo sekretarzem arcybiskupa włodzimierskiego i suzdalskiego.
W październiku 1979 został przeniesiony do eparchii wileńskiej i litewskiej. Pracował kolejno w parafii św. Aleksandra Newskiego w Użusolach i w parafii Świętych Męczenników Wileńskich w Taurogach. W 1984 ukończył wyższe studia teologiczne w Moskiewskiej Akademii Duchownej. Wcześniej, w 1981, przeniesiony do eparchii krasnodarskiej i kubańskiej jako sekretarz jej biskupa ordynariusza, arcybiskupa Włodzimierza (Kotlarowa). Od grudnia 1984 do marca 1987 był proboszczem parafii Zmartwychwstania Pańskiego w Rabacie.
5 października 1985 złożył wieczyste śluby zakonne, zaś następnego dnia za dotychczasową służbę otrzymał godność igumena. W 1987 lub 1988 przeniesiony do parafii Zmartwychwstania Pańskiego w Zurychu. Od kwietnia 1989 archimandryta; pracował od 1991 do 1992 w parafii Opieki Matki Bożej w Sydney. 14 stycznia 1993 tego samego roku odbyła się jego chirotonia na biskupa chersoneskiego na podstawie nominacji biskupiej z 22 grudnia 1992. W 1999 Święty Synod zwolnił go z zadań biskupa ordynariusza, podając jako przyczynę zły stan zdrowia. Faktycznym powodem pozbawienia hierarchy katedry były oskarżenia o przestępstwa seksualne wysunięte przez jego hipodiakonów i parafian. 7 maja 2003 został biskupem magadańskim i siniegorskim. W 2011 przeniesiony na katedrę pietropawłowską. Odszedł w stan spoczynku trzy lata później z powodu złego stanu zdrowia.